# Cerisy-la-Salle
Cerisy-la-Salle is een gemeente in het Franse departement Manche (regio Normandië). De plaats maakt deel uit van het arrondissement Coutances. Cerisy-la-Salle telde op 1 januari 2022 1.026 inwoners.

## Geografie
De oppervlakte van Cerisy-la-Salle bedroeg op 1 januari 2022 16,86 vierkante kilometer; de bevolkingsdichtheid was toen 60,9 inwoners per km².

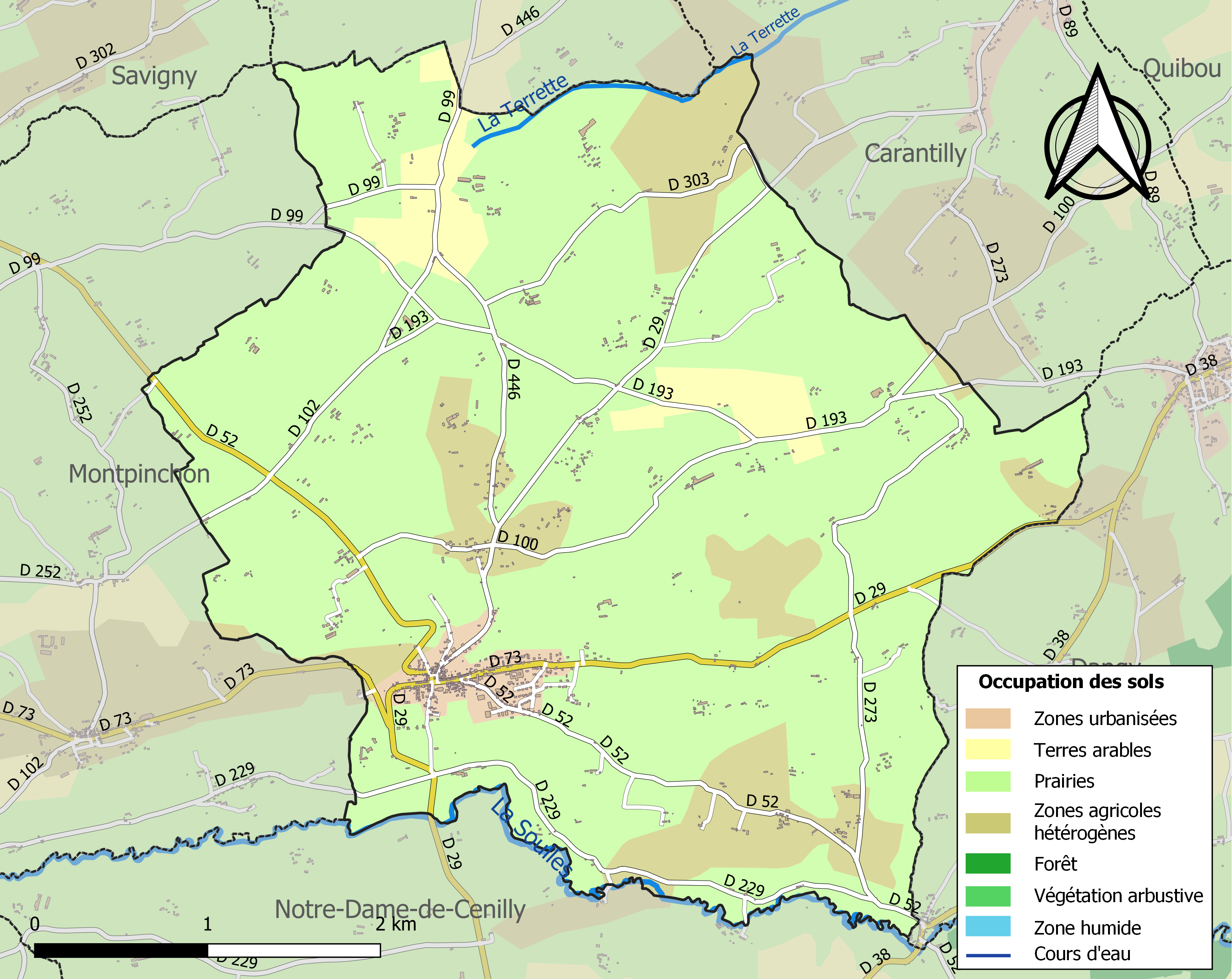
Kaart van de gemeente met de belangrijkste infrastructuur, bodemgebruik en omliggende gemeenten

## Demografie
Onderstaande figuur toont het verloop van het inwonertal (bron: INSEE-tellingen).